# Spitáli
Spitáli (grec moderne : Σπιτάλι) est un village chypriote situé dans le district de Limassol et comptant plus de 316 habitants.